# Czarna Wieś
Czarna Wieś [ˈt͡ʂarna ˈvjɛɕ] é uma aldeia localizada no distrito administrativo de Wręczyca Wielka, do condado de Kłobuck, voivodia de Silésia, no sul da Polônia. A aldeia tem uma população de 575 habitantes.